# Ratko Jelic

a Compétitions nationales et continentales officielles uniquement.

b Matchs officiels uniquement.
Dernière mise à jour le 20 novembre 2024.
Ratko Jelic, né le 17 août 2000 à Belgrade (Serbie), est un joueur serbo-italien de rugby à XV jouant au poste de demi de mêlée au Zebre en United Rugby Championship depuis 2022.

## Biographie

### Jeunesse et formation
Ratko Jelic naît le 17 août 2000 à Belgrade, en Serbie. Il est le fils de Vladimir Jelic, ancien joueur de rugby à XV au poste de demi d'ouverture du club italien de Jesi Rugby 1970. C'est dans ce club que Ratko Jelic commence le sport, à l'âge de six ans, puis continue au Pesaro Rugby, et au Granducato Rugby avant de fréquenter l'académie Ivan Francescato,. Il n'a cependant pas l'occasion de jouer pour l'équipe d'Italie des moins de 20 ans à cause de la pandémie de Covid-19.
Il est international italien avec les moins de 18 ans et participe notamment au Tournoi des Six Nations des moins de 18 ans en 2018.

### Carrière professionnelle
En 2020, il rejoint le Rugby Viadana, évoluant en première division italienne,.
Au mois de juin 2021, il représente l'Italie au Championnat d'Europe de rugby à sept, à Moscou.
En début d'année 2022, il s'engage avec le Zebre Parma, franchise italienne évoluant en United Rugby Championship,. Il fait ses débuts avec cette équipe lors de la septième journée de championnat de la saison 2022-2023, contre les Gallois des Dragons. Malgré la concurrence à son poste de l'expérimenté Chris Cook (en), l'international italien Alessandro Fusco et de l'international argentin Gonzalo García, Ratko Jelic obtient tout de même du temps de jeu et enchaîne les matchs.
La saison suivante, il joue beaucoup moins, prenant part à seulement deux rencontres. Malgré ce faible temps de jeu, il prolonge toutefois son contrat à l'issue de la saison d'un an supplémentaire, soit jusqu'en 2025.

## Palmarès
Néant